# پارک رپیدز (مینه‌سوتا)
پارک رپیدز، مینه‌سوتا (به انگلیسی: Park Rapids, Minnesota) یک شهر در ایالات متحده آمریکا است که در شهرستان هابرد، مینه‌سوتا واقع شده‌است.

## خصوصیات
پارک رپیدز ۱۷٫۶۴ کیلومترمربع مساحت و ۳٬۷۰۹ نفر جمعیت دارد و ۴۳۹ متر بالاتر از سطح دریا واقع شده‌است.